# CG Entertainment
CG Entertainment è una compagnia di distribuzione home video nata nel 1994 con il nome Cecchi Gori Home Video. Nel 2006 si stacca dalla Cecchi Gori Group (che viene dichiarata fallita poco dopo), e cambia nome in CG Home Video. Successivamente cambia nuovamente nome in CG Entertainment nel gennaio 2015.
La società ha saputo rinnovarsi negli anni, distribuendo non solo i film su supporto fisico DVD-Video e Blu ray, ma anche su piattaforme digitali e, dal dicembre 2020, anche tramite il proprio canale CGtv, disponibile sulla piattaforma Rakuten TV (con il nome di CG - Cinema d'autore) e sulle smart TV Samsung. La società ricerca e sostiene nuovi autori del panorama cinematografico; promuove film documentari; supporta la diffusione e la riscoperta del cinema di genere cult italiano.
Dal punto di vista del prodotto fisico ha lanciato da alcuni anni sul proprio sito la sezione Start Up! tramite la quale vengono raccolte le proposte degli utenti per edizioni speciali di film in alta definizione. Una volta definito il progetto editoriale viene lanciato il pre-acquisto, al raggiungimento della soglia minima di preacquisti - definiti in fase di progettazione - il prodotto, realizzato in esclusiva, va in stampa e viene consegnato ai sottoscrittori definiti "startupper".
La società ha un proprio sito tramite il quale è possibile per i privati acquistare i film su supporto fisico ed anche in digitale, sulla sezione CG Digital.
Inoltre dal 2020 ha lanciato il progetto EDUCATION dedicato alle scuole, con il quale offre agli allievi la possibilità di accedere legalmente al suo listino sulla sua piattaforma digitale. Ogni visione potrà essere successivamente approfondita attraverso materiali informativi di supporto.